# (4875) Ingalls
(4875) Ingalls es un asteroide perteneciente al cinturón de asteroides, descubierto el 19 de febrero de 1991 por Yoshio Kushida y el también astrónomo Reiki Kushida desde el Yatsugatake-Kobuchizawa Observatory, Japón.

## Designación y nombre
Designado provisionalmente como 1991 DJ. Fue nombrado Ingalls en honor a la escritora estadounidense Laura Ingalls Wilder y su familia Ingalls. Sus libros de la serie "La casa de la pradera" (en castellano) ilustran el amor y la fuerte unión familiar a través de la vida de los pioneros de América de su infancia y aun así obtener una profunda impresión en todos los pueblos del mundo.

## Características orbitales
Ingalls está situado a una distancia media del Sol de 2,243 ua, pudiendo alejarse hasta 2,644 ua y acercarse hasta 1,842 ua. Su excentricidad es 0,178 y la inclinación orbital 5,255 grados. Emplea 1227 días en completar una órbita alrededor del Sol.

## Características físicas
La magnitud absoluta de Ingalls es 13,1. Tiene 5,504 km de diámetro y su albedo se estima en 0,368.